# Szilágynádasd
Szilágynádasd település Romániában, Szilágy megyében.

## Fekvése
A Bükk-hegység déli lejtői alatt, a Szilágy-patak jobb partján, Szilágycseh és Nagyszeg között fekszik.

## Nevének eredete
Nevének első tagja a tájegységre utal, míg utótagja a nádas szóból származik „d” helyképzővel.

## Története
Szilágynádasd nevét az oklevelek 1205–1235 között említették először Nadasd néven.
1474-ben Olahnadasd, 1604-ben Ola-Nadasd, 1797-ben Oláh-Nádas néven írták nevét.
Egymás közelében két Nádasd nevű falu található. Az egyik Magyarnádasd Hadad vár közelében, a másik Oláh- vagy Szilágynádasd a Szilágy-patak mellett, mely egykor az aranyosi várhoz tartozott, és a Kusalyi Jakcs család birtoka volt.
1423-ban Oláh-Nádasd birtokába Kusalyi Jakcs György fiát Jánost és nejét Annát meg fiait Lászlót és Györgyöt iktatták be.
1451-ben Nádasdot Kusalyi Jakcs László és fiai ellenében Báthory Szaniszló fiának Istvánnak ítélték.
1474-ben Mátyás király a kolozsmonostori konvent által Oláhnádasd birtokába iktatta be Gewnyei Tamást, kit az zálogjogon megillet.
1487-ben Jakcsi László nádasdi részbirtokát Drágfi Bertalannak zálogosította el.
1579-ben Gewnyei György özvegyét Szécsi Borbálát kérik meg, hogy engedje át a birtokot Bagosi Györgynek és Kende Tamás nejének Helenának és Szodorai Mihálynak.
1715-ben 90 lakosa közül 63 magyar, 27 oláh volt.
1720-ban 171 lakosa volt, melyből 45 magyar, 126 oláh volt.
1797-ben Nádasd (Oláhnádasd) községből összeírták a főbb birtokosokat, akik a következők voltak: bethleni gróf Bethlen Ferenc, Fosztó Pál, Linkner Mihály utódai, ifjú Popa Péter oláh pap, Bencze Tógyer, Vajda Péter, Vajda László.
1847-ben 321 lakosa volt, valamennyi görögkatolikus.
1890-ben 557 lakosa közül 2 magyar, 6 német, 549 oláh, ebből görögkatolikus 549, református 2, izraelita 6. A házak száma 117 volt.
Szilágynádasd a trianoni békeszerződés előtt Szilágy vármegye Szilágycsehi járásához tartozott.

## Nevezetességek
- Görögkatolikus fatemploma 1732-ben épült. Anyakönyvet 1834-től vezetnek.